# Сухы-Домб (гмина)
Сухы-Домб (пол. Suchy Dąb) — сельская гмина (волость) в Польше, входит как административная единица в Гданьский повет, Поморское воеводство. Население — 3769 человек (на 2004 год).

## Демография
| Перепись                       | Всего   | Всего | Женщины | Женщины | Мужчины | Мужчины |
| ------------------------------ | ------- | ----- | ------- | ------- | ------- | ------- |
| Единицы                        | человек | %     | человек | %       | человек | %       |
| Население                      | 3769    | 100   | 1828    | 48,5    | 1941    | 51,5    |
| Плотность населения (чел./км²) | 44,4    | 44,4  | 21,5    | 21,5    | 22,8    | 22,8    |

## Соседние гмины
1. Гмина Цедры-Вельке
2. Гмина Лихновы
3. Гмина Осташево
4. Гмина Прущ-Гданьски
5. Гмина Пщулки
6. Гмина Тчев